# بيسرة
بيسرة أو بيصرة (Pesaro) مدينة في وسط إيطاليا على بحر البنادقة، ضمن إقليم ماركي. تشترك مع بلدة أوربينو كعاصمة لمقاطعة بيسرة وأُربينة سكانها 92,002 نسمة، تعتبر مركزا سياحيا مهما لجمال سواحلها ومعالمها السياحية، كما تشتهر بصيد الأسماك، وصناعة الأثاث. ينتهي عندها نهر فولية في بحر البنادقة.

## السكان
في سنة 1861 بلغ عدد السكان 26٬496 نسمة، وتطور العدد ليصل في سنة 2011 لـ 94٬237 نسمة.
يظهر هذا المخطط البياني تطور النمو السكاني لـ بيسرة

## التاريخ
أسس الرومان مدينة بيصَورُم Pisaurum عام 184 قبل الميلاد كمستعمرة في أراضي بيسينوم Picenum الشعب الذي عاش في ماركي خلال العصر الحديدي. أقدم مستوطنات هذه القبيلة قد وجدت في نوفيلارا. غزت قبيلة سينونيس الغالية شمال بيسينوم في القرن الرابع قبل الميلاد، ولما وصل الرومان إلى المنطقة كان سكانها مزيجا من العنصرين الاثنين.
كانت بيصرة تحت الإدارة الرومانية، محور تقاطع في طريق فلامينيا، صارت مركزا مهما للتجارة والحرف اليدوية. بعد سقوط الامبراطورية الغربية، كان بيصرة يشغلها القوط الشرقيون، ودمرها فيتيجيس (539) في إطار الحرب القوطية. وأعيد بناؤها على عجل خلال خمس سنوات بعد أن استعادها البيزنطيين، وشكّلت جزءا مما سمي البينتابوليس التابع لإكسرخسية رافينا البيزنطية. بعد أن استولى الفرنجة واللومبارديون على المدينة أصبحت بيصرة جزءا من الدولة البابوية.
وكان يحكمها خلال عصر النهضة آل مالاتيستا بين عامي (1285-1445) وآل سفورزا (1445-1512) وآل ديلا روفيري (1513-1631) وتحت حكم العائلة الأخيرة الذين اختاروها كعاصمة لدوقيتهم عاشت بيصرة أزهى عصورها ببناء العديد من القصور العامة والخاصة، بينما أنشئ خط جديد للأسوار.
في 11 ديسمبر / كانون الأول 1860، فإن سكان دخلت المدينة قوات بيمُنتة وانضمنت بيصرة على إثر ذلك إلى إيطاليا الموحدة في إطار مملكة إيطاليا الجديدة.

## معرض صور

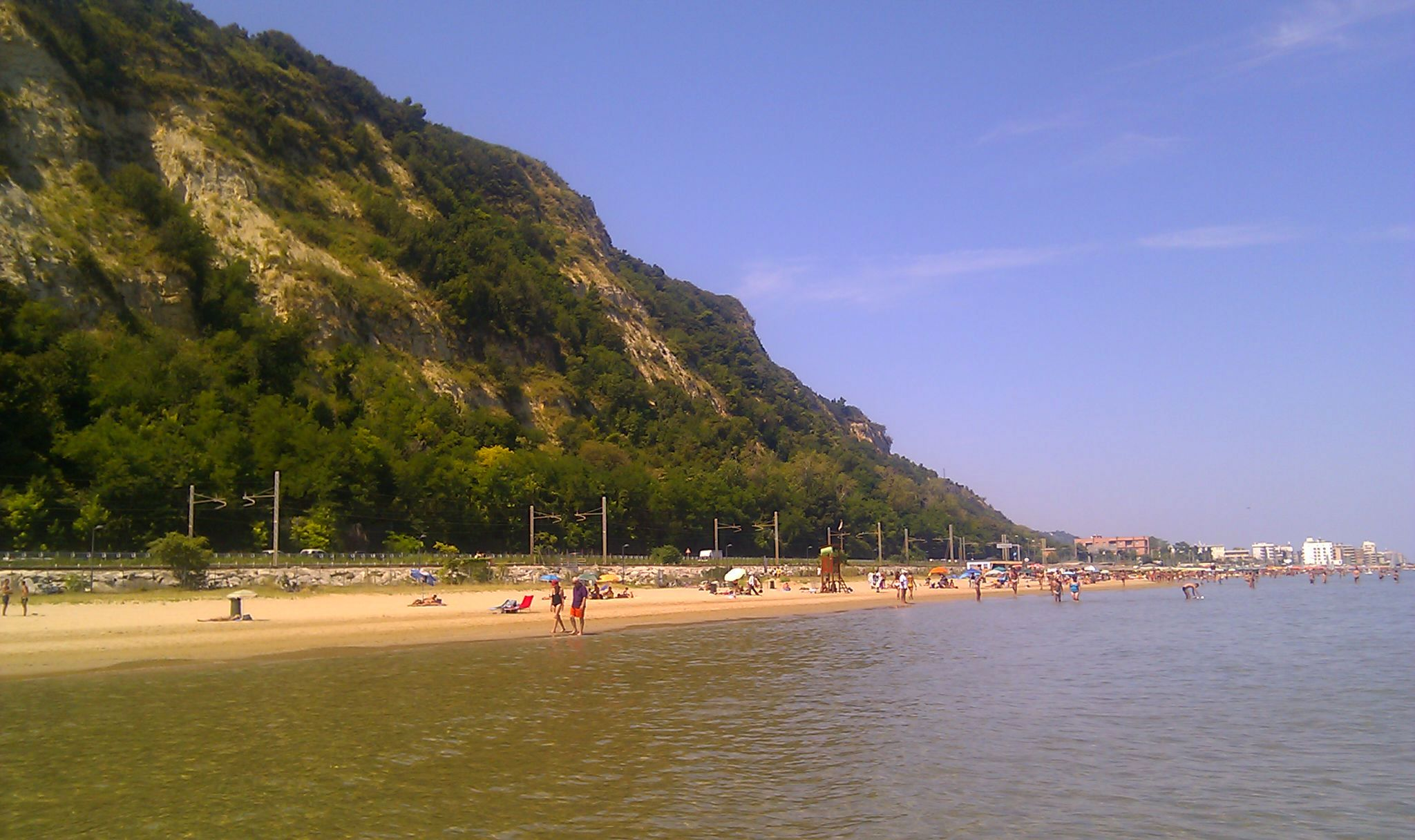
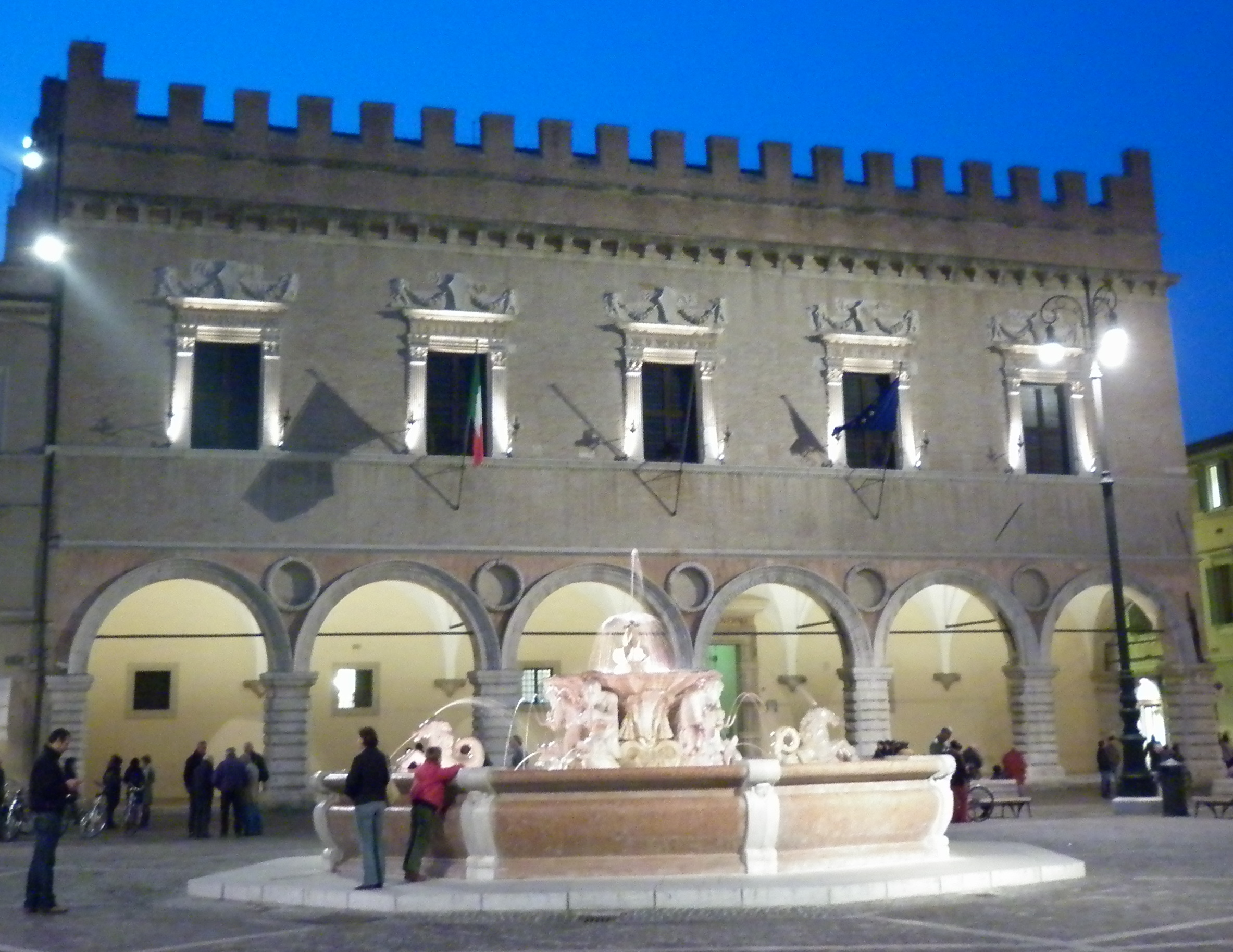
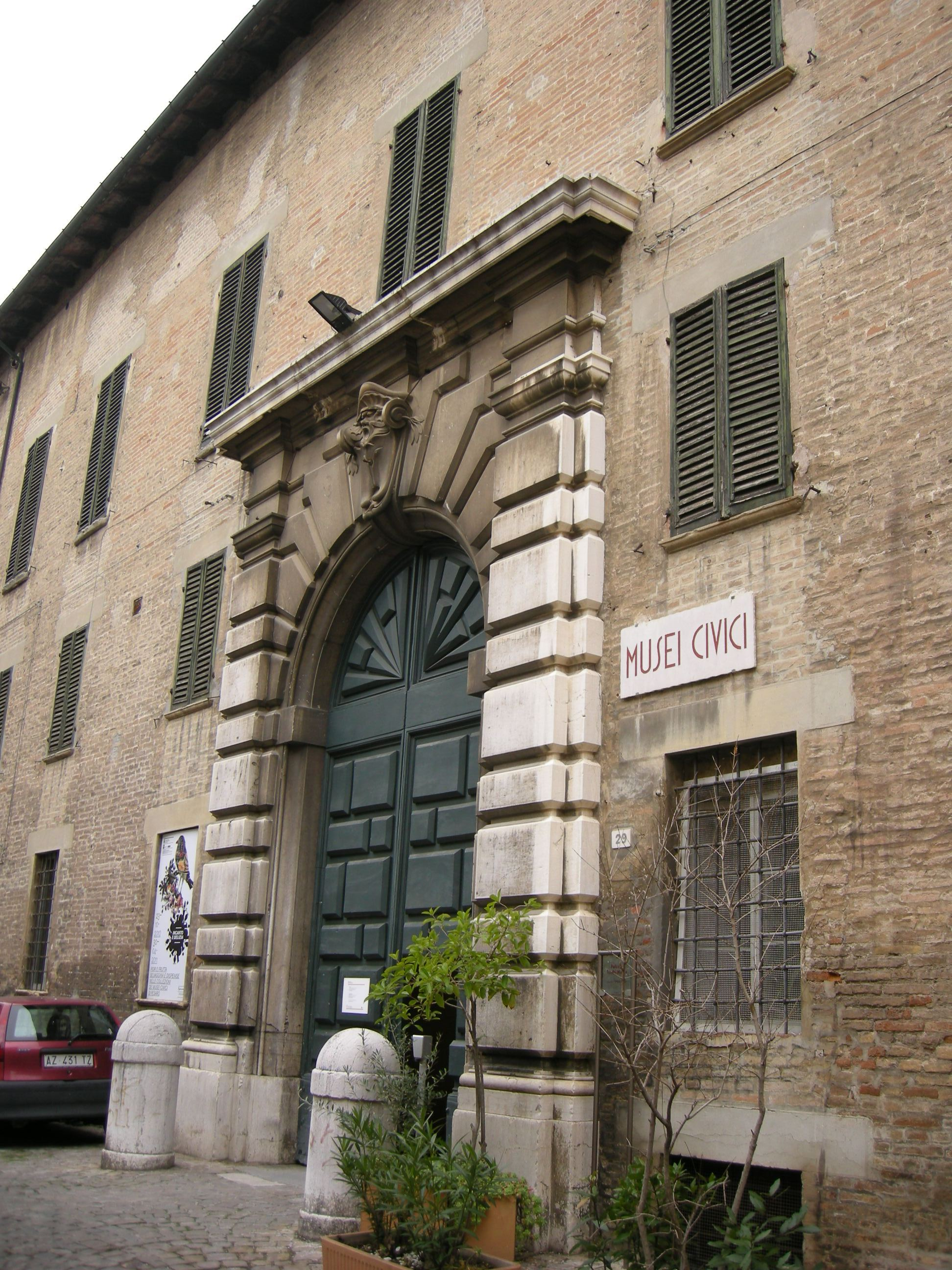
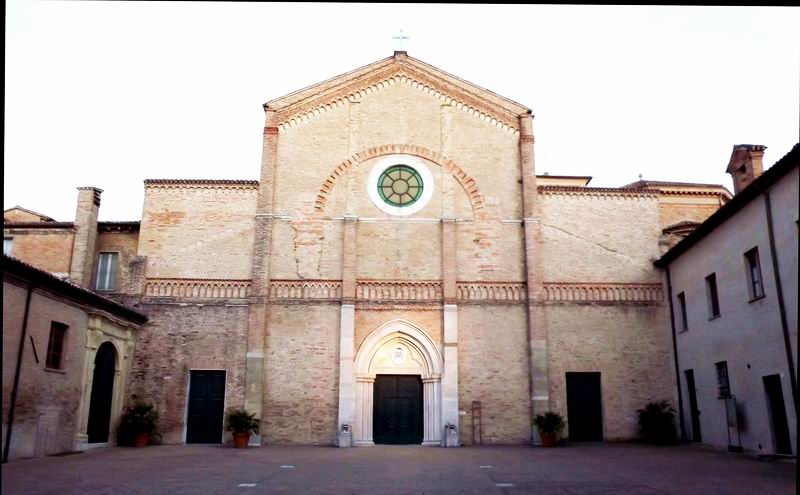
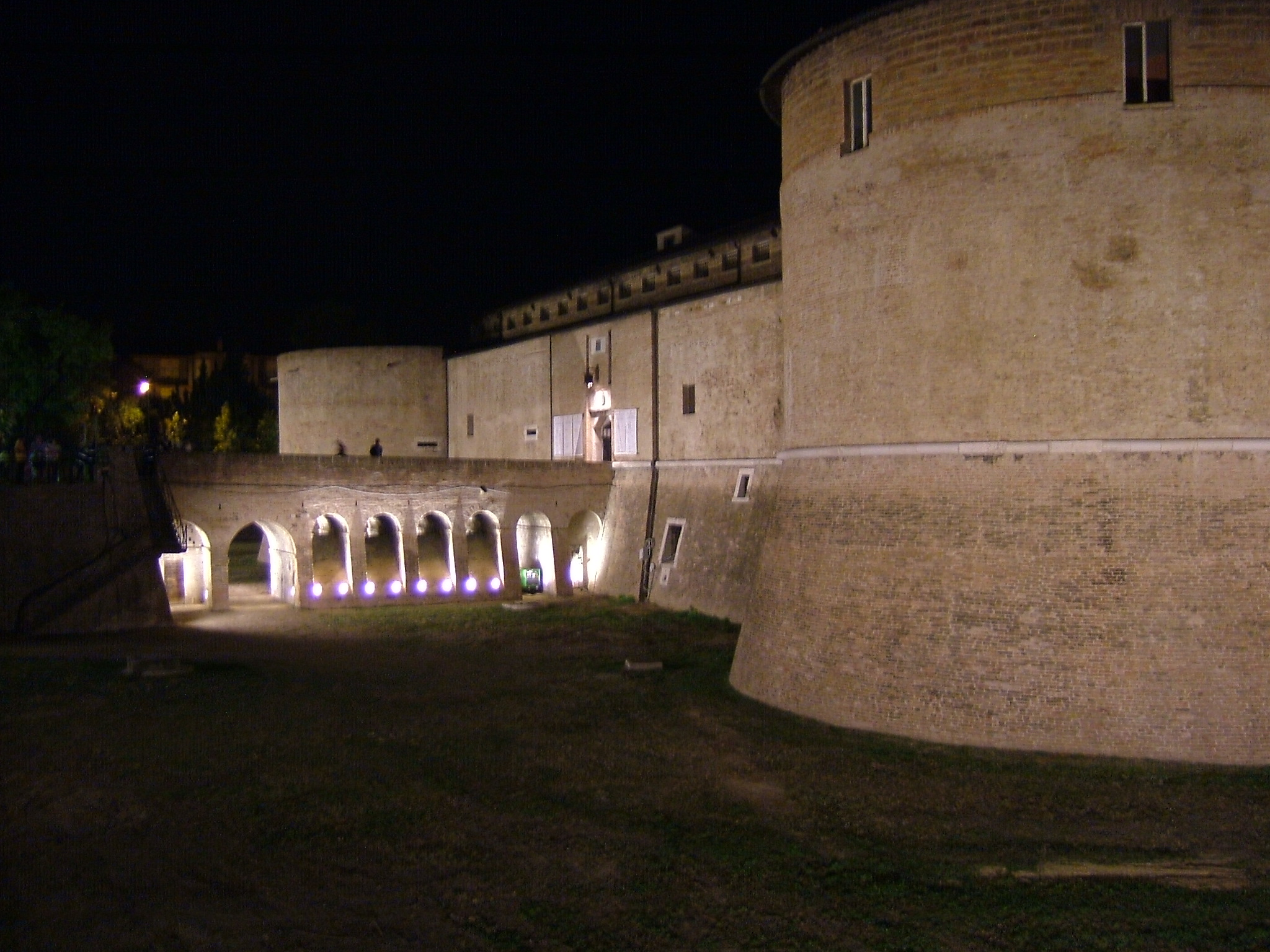

## توأمة
لبيزارو اتفاقيات توأمة مع كل من:
- ريشيتسا
- نانتير
- واتفورد
- روفينج
- ليوبليانا
- رفح
- تشنهوانغداو

## أعلام
- ماريو ديل موناكو
- كليمنت الثاني
- جواكينو روسيني